# World Mall
A World Mall (2024. szeptemberig AsiaCenter, néhol Asia Center, marketinganyagokban AsiaCenter Budapest, a köztudatban gyakran Ázsia Center vagy becenéven Ázsia) kereskedelmi és üzletközpont Budapest XV. kerületében, Rákospalotán.  A kiadott kiskereskedelmi terület 33 000 m², ebből szolgáltatások céljára mintegy 10 000 m² lett kialakítva. A felszín alatt könnyen megközelíthető, két kamionterminállal rendelkező raktárnak kialakított épületrész található, mely 10 000 m² -es területen helyezkedik el. Az egykor főleg ázsiai kereskedőknek otthont adó bevásárlóközpontban az elmúlt évek során az ázsiai bérlők száma csökkent, bár az üzletek felét továbbra is kínai és vietnámi árusok bérlik, a magyar tulajdonú, főleg egyéni vállalkozások aránya folyamatos növekedést mutat. Az üzletközpont a Szentmihályi út 167-169. szám alatt, a Szilas-patak mellett fekszik.
Évente közel 5 millió látogató érkezik ide, ahol közel 400 üzletben 10 nemzet kereskedői kínálják termékeiket. Az AsiaCenter 2016 februárja óta állatbarát és 2017-ben, majd 2018-ban is elnyerte az Év Kutyabarát Üzletközpontja címet.
Az AsiaCenter terveit a Makat Kft. készítette, építése 2001-ben kezdődött el monolit vasbeton technológiával, és 2003-ban fejeződött be. 2003. március 7-én adták át, a beruházás értéke 200 millió euró volt.
Az AsiaCenter bevásárlóközpont 2024. október 1-jétől új néven, World Mall bevásárlóközpontként folytatja működését.

## Környezet, műszaki adatok
Az AsiaCenter a XV. kerületi Újpalota szélén, a Szentmihályi út és a Szilas-patak között helyezkedik el, közel az M3-as autópálya bevezető szakaszának és az M0-ás körgyűrű csomópontjaihoz. Földrajzi koordinátái: északi szélesség 47° 32’ 53,8”, keleti hosszúság 19° 08’ 52”.
A látogatókat a Szentmihályi útról nyíló rövid bevezető út végén a körforgalom közepén elhelyezkedő, távol-keleti motívumokat tartalmazó, díszes kapu fogadja. Az üzletközponttól balra elhelyezkedő füvesített területen egy nagyméretű kőtábla áll, rajta magyar és kínai nyelvű köszöntő és ismertető szöveg olvasható. Mindkét épület felső szintjein zöldfelület került kialakításra.
Az épületegyüttesre vonatkozó adatok a következők:
- szintek száma: 8
- létesítmény alapterülete: 125 000 m²
- üzlethelyiségek hasznos alapterülete: 33 000 m²
- ebből szolgáltatások: 10 000 m²
- üzlethelyiségek száma: 400
- raktárak alapterülete: 10 000 m²
- irodák alapterülete: 3500 m²
- parkolóhelyek száma: 1500
- elektromosautó-töltőállomások száma: 12[1]

## Profil, szolgáltatások
Az AsiaCenterben forgalmazott főbb termékcsoportok és elérhető szolgáltatások:
- ruházati és divatáru
- vegyi áru
- édesség
- lakberendezési és dekorcikkek, lakástextíliák
- ajándéktárgyak

Az üzletközpontban vannak éttermek, kávézók is, valamint helyszínéül szolgál időszakos kiállításoknak, rendezvényeknek, alkalomadtán művészeti előadásoknak is. A komplexum rendelkezik bérelhető irodákkal, raktár- és kiállítóhelyiségekkel is. A parkolást 1500 ingyenes parkolóhely biztosítja, a felszíni és a mélygarázsban található őrzött parkolókban.
Az AsiaCenter 2011. december 31-ig saját buszjáratot üzemeltetett. Egy, a Budapesti Közlekedési Központtal való megállapodás által elérte, hogy a BKV 224-es körforgalmú buszjárata (régebbi nevén a Palota-busz) 2013. június 1-jétől 2022-es megszűnéséig érintse az üzletközpontot is.  2024. decemberben elindult saját ingyenes World Mall buszjárat, mely kényelmes és gyors megoldást kínál a World Mall megközelítésére. A busz a XV. kerület több pontján megáll, összekötve bevásárlóközpontunkat a fővárosi tömegközlekedéssel.
A járat útvonala:
World Mall
Erdőkerülő utca
Fő tér
Nyírpalota út
World Mall